# Girolamo Chiti
Girolamo Chiti (Siena, 19 gennaio 1679 – Roma, 4 settembre 1759) è stato un compositore italiano.
Ancora adolescente iniziò gli studi musicali a Siena sotto la guida di Giuseppe Ottavio Cini e del nipote di questo Tommaso Redi. Dal 1708 fu maestro di cappella del Collegio Tolomei, succedendo a Giuseppe Fabbrini. Nel 1712 si recò a Roma dove studiò con Giuseppe Ottavio Pitoni e Antonio Caldara. Ritornò a Siena l'anno seguente, riprendendo il posto di maestro di cappella del Collegio Tolomei. Lasciò definitivamente la sua città nel 1717, quando ottenne il posto di maestro di cappella della Pia casa degli Orfani di Santa Maria in Aquiro a Roma, città in cui visse per il resto della sua vita. 

Nel 1726 fu nominato coadiutore del maestro di cappella Francesco Gasparini nella basilica di San Giovanni in Laterano. Morto Gasparini, dall'aprile 1727 gli succedette nella carica di maestro di cappella della basilica, mantenendola fino alla morte. Nel 1735 divenne anche cappellano custode della cappella Corsini allora fatta costruire da Clemente XII all'interno della basilica lateranense.

Dal settembre 1745 al maggio 1759 Chiti mantenne una fitta corrispondenza con il compositore, storico e teorico della musica Giovanni Battista Martini, contribuendo notevolmente all'accrescimento della biblioteca musicale di quest'ultimo. 
Coltivò sempre un forte interesse verso la musica polifonica dei secoli XVI e XVII, e in particolare verso la musica sacra di Palestrina.
Restano di Chiti oltre 3000 composizioni da chiesa, in gran parte conservate nell'archivio della basilica lateranense, sia in stile a cappella, sia in stile concertato, con e senza strumenti.
Morì a Roma il 4 settembre 1759.
Lasciò per testamento alla biblioteca del cardinale Neri Corsini i libri di teoria musicale e di musica pratica, manoscritti e stampati, da lui raccolti in oltre quarant'anni. La raccolta è tuttora conservata nella Biblioteca dell'Accademia dei Lincei e Corsiniana a Roma.